# Heineken Open 1998
L'Heineken Open 1998  è stato un torneo di tennis giocato sul cemento.
È stata la 42ª edizione dell'Heineken Open,che fa parte della categoria International Series nell'ambito dell'ATP Tour 1998.
Si è giocato all'ASB Tennis Centre di Auckland in Nuova Zelanda, dal 12 al 19 gennaio 1999.

## Campioni

### Singolare
Marcelo Ríos ha battuto in finale  Richard Fromberg con il punteggio di 4–6, 6–4, 7–6(3).

### Doppio
Patrick Galbraith /  Brett Steven hanno battuto in finale  Tom Nijssen /  Jeff Tarango con il punteggio di 6–4, 6–2.